# 베네치아의 세스티에레
이탈리아의 베네치아에는 6개의 세스티에레 (지구)가 있다.

## 같이 보기
- 세스티에레
- 코무네
- 로마의 리오네